# Miccotrogia
Miccotrogia este un gen de molii din familia Lymantriinae.